# Chlamydopsis variolosa
Chlamydopsis variolosa är en skalbaggsart som beskrevs av Lea 1910. Chlamydopsis variolosa ingår i släktet Chlamydopsis och familjen stumpbaggar. Inga underarter finns listade i Catalogue of Life.